# Афанасий III (патриарх Антиохийский)
Патриа́рх Афана́сий III (иногда также Афанасий IV; в миру Павел Прокопий Даббас; 1647, Дамаск — 5 августа 1724, Алеппо) — епископ Антиохийской православной церкви, Патриарх Антиохийский и всего Востока. Последний Патриарх Антиохийский до отделения в 1724 году Мелькитской грекокатолической церкви от Антиохийского Патриархата С 1705 по 1707 года был Архиепископом Кипрским.

## Биография
Родился в Дамаске в 1647 году и учился у иезуитов. Поступил в Монастырь преподобного Саввы Освященного, где был рукоположён в священный сан с наречением имени Прокопий. Позже он был назначен настоятелем монастыря в Вифлееме. Переехал в Сирию и попытался стать епископом Алеппским, но без успеха.
Ситуация Антиохийской Церкви в такое время была неустойчивой. После смерти патриарха Макария III (Заима) в 1672 году патриарший престол был предметом спора между его племянником Константином Заимом, который был избран Патриархом в возрасте 20 лет под именем Кирилла V и Неофитом Хиосским, племянник предыдущего Патриарха Евфимия III и назначенным на этот пост Патриарха Константинопольским Дионисием IV.
В 1682 году Неофит Хиосский, из-за его долгов, решил уйти на покой, оставив Кирилла V Заима в качестве претендента. Эта ситуация длилась не долго: его соперником оказался Павел Даббас, поддерживаемый своим дядей Михаилом Хаятом, очень влиятельным благодаря связям с Блистательной Портой. Кроме того его поддерживали францисканские монахи, которые выступали против Кирилла Заима, обвиняемого в симонии. В 1685 году Михаилу Хаяту удалось получить у Высокой Порты фирман, в котором Павел Даббас назначался Патриархом Мелькитской Церкви.
5 июля 1685 года митрополит Сайеднайский Леонтий в сослужении ещё двух епископов совершил хиротонию Павла Даббаса. После этого состоялась его интронизация на патриарший престол с именем Афанасий III. Следующие девять лет были отмечены конфликтом между ним и предыдущим претендентом на патриаршество Патриарха Кириллом V Заимом.